# Zoonami
Zoonami és una empresa desenvolupadora de videojocs, creada l'any 2000 per Martin Hollis, el director i productor de GoldenEye 007. Ell va marxar de Rare abans de la creació de Perfect Dark que es va llançar mentre l'equip de Goldeneye va formar Free Radical Design. L'únic producte llançat per Zoonami va ser Zendoku.